# Juan Cruz Kaprof
Juan Cruz Kaprof (Buenos Aires, 12 marzo 1995) è un calciatore argentino, attaccante del Quilmes.

## Caratteristiche tecniche
Attaccante che fa della tecnica il suo principale punto di forza, agile ed elegante nelle movenze riesce a creare molti spazi per gli inserimenti dei compagni, solitamente per questa sua caratteristica viene schierato come prima punta ma data la sua grande tecnica individuale può essere utilizzato sia come seconda punta che come esterno offensivo su entrambe le fasce.

## Carriera
Il 27 marzo 2015 ha deciso la finale della Copa EuroAmericana 2015 contro il Siviglia con un colpo di tacco al volo su cross di Rodrigo Mora all'83'.

## Palmarès

### Club

#### Competizioni nazionali
- Campionato argentino: 2

River Plate: 2013-2014 Final, 2013-2014

#### Competizioni internazionali
- Coppa Sudamericana: 1

River Plate: 2014
- Recopa Sudamericana: 1

River Plate: 2015
- Copa EuroAmericana: 1

River Plate: 2015